# Polańczyk
Polańczyk est une localité polonaise, siège de la gmina de Solina, située dans le powiat de Lesko en voïvodie des Basses-Carpates dans les Carpates orientales.